# Saint-Onen-la-Chapelle
Saint-Onen-la-Chapelle is een gemeente in het Franse departement Ille-et-Vilaine (regio Bretagne). De plaats maakt deel uit van het arrondissement Rennes. Saint-Onen-la-Chapelle telde op 1 januari 2022 1.121 inwoners.

## Geografie
De oppervlakte van Saint-Onen-la-Chapelle bedroeg op 1 januari 2022 24,66 vierkante kilometer; de bevolkingsdichtheid was toen 45,5 inwoners per km².

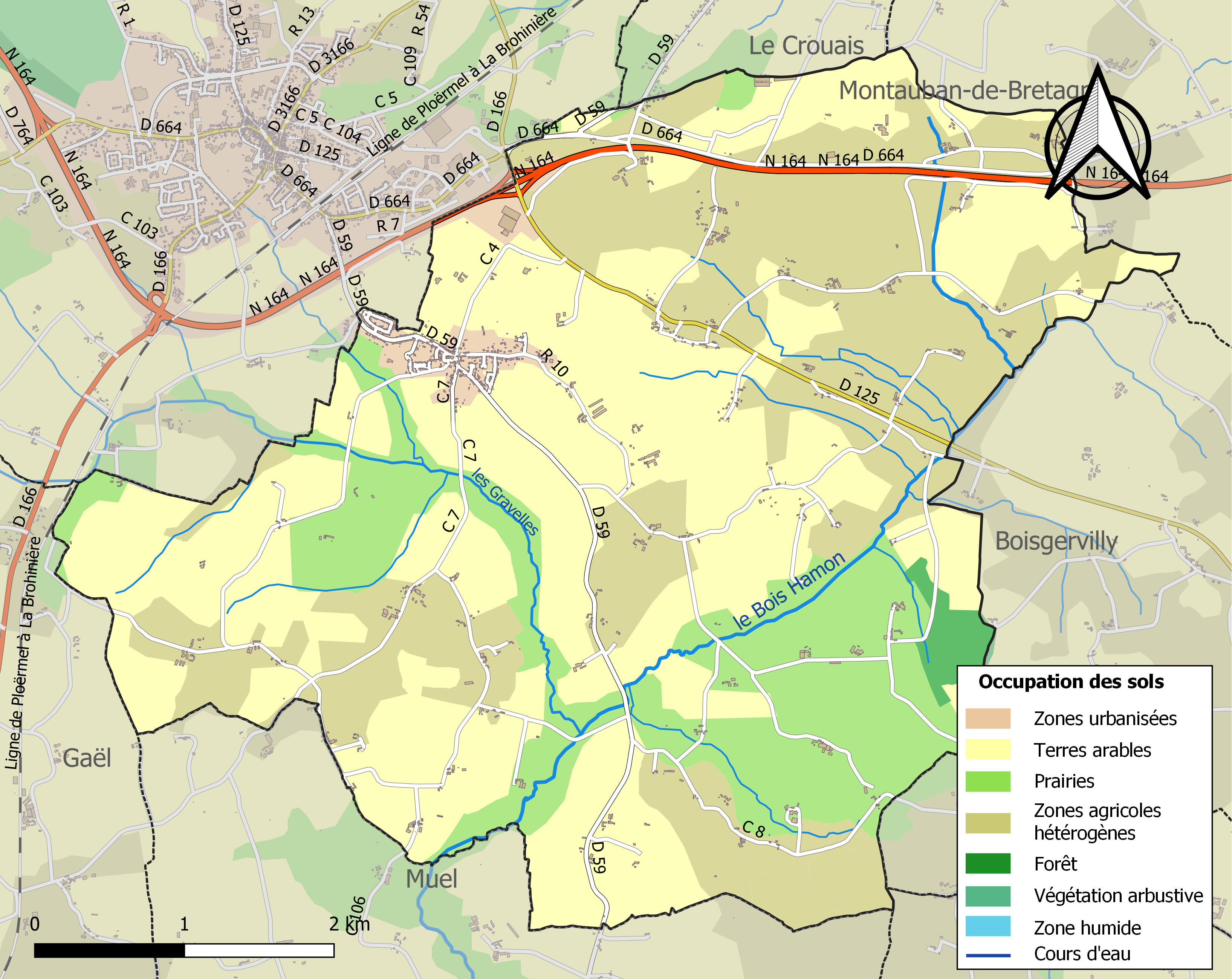
Kaart van de gemeente met belangrijkste infrastructuur, bodemgebruik en omliggende gemeenten

## Demografie
Onderstaande figuur toont het verloop van het inwonertal, bron: INSEE-tellingen. 